# Mutterstadt
Mutterstadt är en kommun och ort i Rhein-Pfalz-Kreis i förbundslandet Rheinland-Pfalz i Tyskland.